# Presión media de las vías respiratorias
La presión media de las vías respiratorias se refiere típicamente a la presión media aplicada durante la ventilación mecánica con presión positiva. La presión media de las vías respiratorias se correlaciona con la ventilación alveolar, la oxigenación arterial, rendimiento hemodinámico y el barotrauma.

## Ecuaciones
Determinar la presión media real de la vía aérea es una tarea difícil y existen varias ecuaciones para determinar la presión media real de la vía aérea. Se sugieren varias ecuaciones para determinar la presión media real de la vía aérea; 
{\displaystyle M_{PAW}={\frac {f\times T_{i}}{60}}\times (P_{IP}-PEEP)+PEEP}
{\displaystyle M_{PAW}={\frac {F_{1}}{F_{1}+F_{E}}}\times P_{IP}+\left(1-{\frac {F_{1}}{F_{1}+F_{E}}}\right)\times PEEP}
{\displaystyle M_{PAW}={\frac {(R)(T_{i})(P_{I})+[60-(R)(T_{i})](PEEP)}{60}}}
{\displaystyle M_{PAW}={\frac {f\times T_{i}}{60}}\times (P_{IP}-PEEP)+PEEP}
{\displaystyle M_{PAW}={\frac {(T_{i}\times P_{IP})+(T_{e}\times PEEP)}{T_{i}+T_{e}}}}

### Ecuaciones únicas de ventilación mecánica
Presión media de la vía aérea en la ventilación de liberación de presión de la vía respiratoria
{\displaystyle M_{PAW}={\frac {(P_{high}\times T_{high})\,+(P_{low}\times T_{low})}{T_{high}+T_{low}}}}